# Shilendra Kumar Singh
Shilendra Kumar Singh ou S.K. Singh (hindi: शीलेंद्र कुमार सिंह) (24 de janeiro de 1932 — 1 de dezembro de 2009) foi um político indiano. Ele foi governador de Arunachal Pradesh enyrw dezembro de 2004 e setembro de 2007 e era governador do Rajastão a partir do mesmo mês, quando morreu no cargo em dezembro de 2009.